# Stanisław Słomowski
Stanisław Słomowski herbu Abdank (zm. 22 września 1575 we Lwowie) – arcybiskup metropolita lwowski od 1565 roku, biskup sufragan krakowski od 1560 roku, biskup laodycejski, kantor krakowskiej kapituły katedralnej od 1559 roku, wikariusz generalny i odicjał krakowski od 1554 roku, prepozyt kaliskiej kapituły kolegiackiej przed 1549 rokiem, archidiakon sądecki przed 1549 rokiem, kanonik gnieźnieńskiej kapituły katedralnej od 1529 roku, kanonik poznańskiej kapituły katedralnej od 1529 roku, kanonik krakowskiej kapituły katedralnej w latach 1525–1540.
Był synem niezbyt zamożnych szlachciców z Wielkopolski, Wincentego Słomowskiego herbu Jastrzębiec, dziedzica w Czechowie i Jarząbkowie oraz Anny Starczynowskiej. Spokrewniony z biskupem Piotrem Tomickim. Studiował w Akademii Krakowskiej oraz we Włoszech, gdzie uzyskał doktorat obojga praw. Od 1529 kanonik poznański i gnieźnieński, następnie także kanonik kielecki, archidiakon sądecki i prepozytor w kolegiacie kaliskiej. W 1554 mianowany wikariuszem generalnym i oficjałem krakowskim. 14 lutego 1560 prekonizowany biskupem pomocniczym krakowskim ze stolicą tytularną Laodycei we Frygii. Uczestniczył w synodzie w Warszawie w 1561 roku jako przedstawiciel kapituły krakowskiej.
W 1565 mianowany przez króla Zygmunta Augusta arcybiskupem lwowskim. Nominację tę 7 września 1565 zatwierdził papież Pius IV. Ingres do katedry lwowskiej odbył się 7 grudnia 1565, a duchownym witającym nowego arcybiskupa był ksiądz Piotr Skarga. W czasie swojej działalności w archidiecezji lwowskiej skupił się na uporządkowaniu spraw majątkowych archidiecezji.
Sędzia sądów generalnych województwa ruskiego w 1575 roku.
Zmarł 22 września 1575 we Lwowie. Pochowany w archikatedrze Wniebowzięcia NMP we Lwowie.